# John Wenham
John William Wenham (1913 – Oxford, 13 febbraio 1996) è stato un biblista e presbitero britannico.

## Biografia e carriera
Nato a Sanderstead, un villaggio nel Surrey, Wenham frequentò le scuole superiori ad Uppingham, quindi si iscrisse al Pembroke College a Cambridge. Dopo la laurea, entrò al Ridley Hall, seminario anglicano di Cambridge. Nel 1938 fu ordinato prete anglicano e assegnato come curato alla St. Paul's Church a Hadley Wood; contemporaneamente, divenne insegnante al St. John's College, seminario anglicano a Highbury. Durante la seconda guerra mondiale servì come cappellano militare nella Royal Air Force. Dopo la guerra, ricoprì l'incarico di vicario alla St. Nicholas' Church a Durham dal 1948 al 1953, anno in cui fu nominato vice direttore del Tyndale Hall, seminario anglicano di Bristol, incaricò che ricoprì per sedici anni. Wenham divenne anche lettore di Nuovo Testamento all'università di Bristol. Dal 1969 al 1973 fu direttore della Latimer House, una think tank di orientamento protestante con sede a Oxford. Wenham morì nel 1996 dopo una serie di ictus debilitanti.
Wenham era sposato e ha avuto quattro figli; due di essi, Gordon Wenham e David Wenham, sono diventati teologi.

## Libri principali
- The Elements of New Testament Greek, Cambridge University Press, 1965
- Christ & the Bible, The Tyndale Press, Londra, 1972
- The Goodness of God, InterVarsity Press, Londra, 1974
- Easter Enigma, originally, Easter Enigma: Are the Resurrection Accounts in Conflict?, Paternoster Press, 1984
- Redating Matthew, Mark and Luke: A Fresh Assault on the Synoptic Problem , InterVarsity Press, Londra, 1992
- Facing Hell, An Autobiography 1913–1996, Paternoster Press, 1998